# كاترن كوف
كاترين كوف (بالانجليزية: Katrin Koov) (من مواليد 17 أبريل 1973) هي مهندسة معمارية إستونية.
ولدت كوف في تالين. تخرجت من قسم الهندسة المعمارية في الأكاديمية الإستونية للفنونفي عام 1997. ومنذ عام 2003، وقد عملت في مكتب الهندسة المعمارية OÜ كافاكافا التي قالت أنها شاركت في تأسيست. في عام 2013، قدمت «حكومة إستونيا» لها معجائزة ثقافية للإنجازات الإبداعية في عام 2012. في عام 2014، وأصبحت محررة ماجا (بالانجليزية: maja)، «استعراض المعمارية الإستونية».
الأعمال البارزة التي قامت بها كوف هي «قاعة الحفل من مدينة بارنو»، على الساحة الرياضية الجديدة من مدينة بارنو، والمبنى الجديد لكلية نارفا في جامعة تارتو. كوف عضو ليتأرهيتيكتيدي إيستي (الاتحاد الإستوني للمهندسين المعماريين).

## أعمالها
- حفلة قاعة مدينة بارنو، 2002 (مع كايري نومي، هانو جروسششميدت)
- الساحة الرياضية المركزية لمدينة بارنو، 2005 (مع سييري فالنير، كايري نومي، إيرب هايدي)
- التصميم المكاني لمركز جديد لمدينة بارنو، 2009 (مع كايري نومي)